# Apascacio Mata
Apascacio Mata Palacios (Panaquire, 1940-Caracas 14 de mayo de 2015) fue un policía venezolano que en 1980 detuvo la caravana presidencial donde se trasladaba el entonces presidente Luis Herrera Campins por tratar de cruzar un semáforo mientras estaba en rojo.
El hecho le valió el reconocimiento de la sociedad, siendo condecorado por el presidente Herrera e invitado a la Casa Blanca por el presidente estadounidense Jimmy Carter. Tras los sucesos Mata siguió dirigiendo el tráfico por varios años, convirtiéndose en centro de interés para transeúntes y considerado por algunos como un ícono cultural de la ciudad de Caracas.

## Biografía
Nació en 1940 en el caserío La Maroma del pueblo de Panaquire en el estado Miranda. En los primeros años de su vida se dedicó a la albañilería. En 1964 se trasladó a la ciudad de Caracas e ingresó a la Policía Metropolitana específicamente en la división de la Policía Vial.
Mientras se desempeñaba como fiscal de tránsito se le describió como un oficial estricto y llamativo por los peculiares movimientos que realizaba al dirigir el tráfico.
El 17 de marzo de 1980, mientras trabajaba en la esquina de Sociedad de la Avenida Universidad se topó con la caravana del presidente Luis Herrera Campins la cual iba a altas velocidades y trató de saltarse el semáforo que estaba con la luz en rojo, ante lo cual Mata detuvo su paso.
El hecho molestó a los escoltas motorizados que le exigieron que les dejara pasar y le informaron que en la caravana se trasladaba el presidente de la república. A lo que supuestamente Mata respondió «Con más razón, son ustedes los primeros que deben cumplir con la ley», y les negó el paso hasta que el semáforo cambió de luz.
El mismo día del suceso, el presidente pidió el nombre y número placa del oficial que había detenido la caravana. Los compañeros de Mata le dijeron que probablemente lo iban a despedir. Días después, a la sede de la policía llegó un sobre dirigido al oficial procedente del Despacho del Presidente de la República, el cual contenía una invitación para almorzar en el Palacio de Miraflores con el presidente.
Durante el acto, Mata compartió con el presidente y fue condecorado por el cumplimiento de su deber. Tras el evento, solo mencionó que nunca había comido cordero y sopa de apio. La detención de la caravana fue difundida por los medios y llevó a que Mata fuera considerado como un ejemplo para los demás oficiales.
En 1981 la Miss Universo Maritza Sayalero al participar en un acto oficial en su honor lo eligió como su escolta personal en vez de a los cadetes de la Academia Militar.
Ese mismo año fue invitado por el presidente de Estados Unidos, Jimmy Carter, a la Escuela de Policía de Nashville, donde fue distinguido como oficial estadounidense ad honorem y ofreció varias conferencias. Además, fue homenajeado en la Casa Blanca en presencia de Carter y otros miembros del gobierno.
Con el paso de los años Mata siguió dirigiendo el tráfico en la esquina de Sociedad, donde se convirtió en un centro de interés para los transeúntes que se detenían a observarlo.
Se jubiló en 1996 con el grado de Sargento Mayor. En sus 32 años de servicio recibió más de cuarenta condecoraciones y su número de placa, 0983, se retiró en su honor. Murió a los 75 años el 14 de mayo de 2015 en su hogar en la parroquia 23 de Enero en la ciudad de Caracas.